# Ariel Lugassy
Ariel Lugassy (hebreo: אריאל לוגסי; Israel, 24 de noviembre de 2004) es un futbolista israelí que juega de delantero en el Maccabi Herzliya de la Liga Leumit.

## Estadísticas

### Clubes
Actualizado al último partido disputado el 5 de mayo de 2023.
| Club                              | Div.          | Temporada     | Liga  | Liga  | Liga   | Copas nacionales | Copas nacionales | Copas nacionales | Copas internacionales | Copas internacionales | Copas internacionales | Total | Total | Total  |
| Club                              | Div.          | Temporada     | Part. | Goles | Asist. | Part.            | Goles            | Asist.           | Part.                 | Goles                 | Asist.                | Part. | Goles | Asist. |
| --------------------------------- | ------------- | ------------- | ----- | ----- | ------ | ---------------- | ---------------- | ---------------- | --------------------- | --------------------- | --------------------- | ----- | ----- | ------ |
| Maccabi Petah-Tikvah F. C. Israel | 2.ª           | 2022-23       | 29    | 0     | 0      | 1                | 0                | 0                | —                     | —                     | —                     | 30    | 0     | 0      |
| Maccabi Petah-Tikvah F. C. Israel | 1.ª           | 2023-24       | 0     | 0     | 0      | 0                | 0                | 0                | —                     | —                     | —                     | 0     | 0     | 0      |
| Maccabi Petah-Tikvah F. C. Israel | Total club    | Total club    | 29    | 0     | 0      | 1                | 0                | 0                | 0                     | 0                     | 0                     | 30    | 0     | 0      |
| Total carrera                     | Total carrera | Total carrera | 29    | 0     | 0      | 1                | 0                | 0                | 0                     | 0                     | 0                     | 30    | 0     | 0      |